# Захожув
Захожув (пол. Zachorzów) — село в Польщі, у гміні Славно Опочинського повіту Лодзинського воєводства.
Населення — 337 осіб (2011).
У 1975-1998 роках село належало до Пйотрковського воєводства.

## Демографія
Демографічна структура станом на 31 березня 2011 року:
|          | Загалом | Допрацездатний вік | Працездатний вік | Постпрацездатний вік |
| -------- | ------- | ------------------ | ---------------- | -------------------- |
| Чоловіки | 167     | 42                 | 104              | 21                   |
| Жінки    | 170     | 35                 | 100              | 35                   |
| Разом    | 337     | 77                 | 204              | 56                   |